# Сёгун (роман)
«Сёгун» (англ. Shōgun) — роман-эпопея американского писателя Джеймса Клавелла, оконченный в 1975 году. Роман написан в жанре исторического романа и повествует о судьбе английского морского штурмана, который первым из своих соотечественников оказался в Японии XVII века. В романе красочно описываются исторические и политические события в Японии того времени.
На русский язык роман переведён был Николаем Ерёминым, перевод которого впервые был выпущен в 1993—1994 годах в трёх томах издательствами «Эрика», «Олма-Пресс», «Крон-Пресс», и в дальнейшем неоднократно переиздавался.
Роман был дважды экранизирован в формате мини-сериалов: в 1980 и 2024 годах.

## Сюжет
Джон Блэкторн (англ. John Blackthorne), английский штурман в составе команды голландского корабля, попадает в Японию XVII века, опекаемую на тот момент времени португальцами, которые стараются не допускать в страну других европейцев. Изначально оказавшись в очень затруднительном положении пленника и чудом избежав смерти он, постепенно познавая культуру Страны восходящего солнца, становится приближенным (хатамото) одного из даймё — Торанаги. Обладающий ценными знаниями о мире, недоступными жителям изолированной от внешнего мира Японии тех времён, и обладающий острым умом штурман поневоле оказывается втянут в борьбу за власть между могущественными японскими феодалами. Слово «сёгун» означает должность военачальника империи, фактически правителя государства, так как власть императора была чисто формальной.

## Герои
У многих героев романа были исторические прототипы.
Джон Блэкторн, герой романа Джеймс Клавелла «Сёгун», имел реального исторического прототипа, английского моряка Уильяма Адамса (1564—1620), который попал в Японию в 1600 году, отправившись двумя годами ранее в экспедицию через Магелланов пролив на голландском судне «Лифде» («Милосердие»). Когда корабль разбился на острове Кюсю, Адамс также был заключён в тюрьму в Осаке по ложному навету иезуитов, но вскоре был освобождён и впоследствии пользовался немалым расположением Токугавы Иэясу, для которого он выстроил корабль европейского типа. Уильям Адамс умер в 1620 году, прожив в Японии 20 лет, заведя здесь вторую семью и так и не вернувшись на родину, в Англию. Впоследствии в честь него в Токио (Эдо) назван был квартал Андзин-тё, а сын его (от японки) Джозеф в 1636 году выстроил в честь отца поминальный храм.
- Ёси Торанага — Токугава Иэясу (1543—1616);
- Ёси Судара — Токугава Хидэтада (1579—1632)
- Ёси Нага — Токугава Нобуёси (1583—1603)
- Исидо — Исида Мицунари (1561—1600)
- Осиба — Ёдо-доно (1569—1615)
- Яемон — Тоётоми Хидэёри (1593—1615)
- Джон Блэкторн — Миура Андзин / Уильям Адамс (1564—1620)
- Винг — Ян Йостен ван Лоденстейн (1560—1623)
- Тода Марико —  Хосокава Грациа  (1563—1600)
- Тода Хиро-матсу «Железный кулак» — Хосокава Фудзитака (1534—1610)
- Тода Бунтаро — Хосокава Тадаоки (1563—1646)
- Тода Саруйи — Хосокава Тадатоси (1586—1641)
- Города — Ода Нобунага (1534—1582)
- Накамура — Тоётоми Хидэёси (1536—1598)
- Акэти Йинсаи — Акэти Мицухидэ (1528—1582)
- Мартин Альвито — Жуан Родригеш Цудзи[англ.] (1561/1562 — 1633/1634)

## Создание
Клавелла вдохновила на написание романа строчка из книги, которую он читал дочери: «В 1600 году англичанин отправился в Японию и стал самураем».
Первый вариант произведения состоял из 2300 страниц, и Клавелл с помощью своего редактора Германа Голлоба сократил его до 1700 страниц. Книга стала бестселлером и вызвала интерес западного читателя к японской культуре и истории.
Клавелл не был первым, кто романизировал историю Уильяма Адамса. До него Уильям Далтон в 1861 году выпустил книгу «Уилл Адамс — первый англичанин в Японии. Романтическая биография» (англ. Will Adams, The First Englishman in Japan: A Romantic Biography). Никогда не посещая Японии, Далтон соединил в своём произведении романтизированные представления об Азии викторианской Англии. 
В книге 1931 года «Штурман» (англ. The Needle-watcher) Ричард Блэйкер (англ. Richard Blaker) попытался демифологизировать образ Адамса и создать точную историческую работу. Книга «Лоцман и Сёгун» (англ. Pilot and Shōgun) Джеймса Шерера представляет собой собрание происшествий из жизни Уильяма Адамса. 
Также о мореплавателе писали Роберт Лунд «Даиши-сан» (1960) и Кристофер Никол «Господин Золотого веера» (англ. Lord of the Golden Fan) (1973), где Адамс представлен раскрепощённым соблазнителем, искателем свободы на Востоке вопреки многочисленным препятствиям.